# Le Pondy
Le Pondy – miejscowość i gmina we Francji, w Regionie Centralnym, w departamencie Cher.
Według danych na rok 1990 gminę zamieszkiwały 124 osoby, a gęstość zaludnienia wynosiła 19 osób/km² (wśród 1842 gmin Regionu Centralnego Le Pondy plasuje się na 1012. miejscu pod względem liczby ludności, natomiast pod względem powierzchni na miejscu 1304.).